# Gran mentira
La gran mentira (en alemán: große Lüge) es una técnica propagandística diseñada por Adolf Hitler. En su libro Mi lucha (1925), Hitler habla de una mentira tan colosal que nadie se atrevería a cuestionarla, porque al hacerlo distorsionaría la verdad de manera demasiado infame. Hitler creía que esta técnica fue utilizada por los judíos para culpar de la derrota en la Primera Guerra Mundial al general alemán Erich Ludendorff, un famoso nacionalista y líder político antisemita en la República de Weimar.

## El Holocausto
Según el historiador estadounidense Jeffrey Herf, Goebbels y los nazis utilizaron la técnica de la gran mentira para convertir el antisemitismo tradicional en asesinato en masa. Herf afirma que la gran mentira era la narrativa de una Alemania inocente y derrotada vengándose de la «judería internacional», a la que culpó de la Primera Guerra Mundial. La propaganda nazi repetía constantemente la idea de un grupo de judíos dominaba el poder político en el Reino Unido, Rusia y Estados Unidos. Los judíos habrían comenzado una «guerra de exterminio» contra Alemania y por tanto Alemania tenía el derecho y el deber de «exterminar» y «aniquilar» a los judíos en defensa propia.